# Antimariani
Gli Antimariani, detti anche Antimarianiti o Antidicomarianiti, erano i seguaci di una corrente di pensiero, giudicata eretica dagli altri Cristiani, che negava la verginità di Maria sia prima del parto, sia dopo. Per loro l'Annunciazione aveva un semplice valore simbolico e interpretavano alla lettera il vangelo di Matteo 12:46, dove l'evangelista cita i fratelli di Gesù.
Questa corrente di pensiero si sviluppò nel II secolo ed ebbe parecchi sostenitori fino al IV secolo. Tra i primi movimenti che abbracciarono questa corrente di pensiero vi figurano gli ebioniti. Essi affermavano che Gesù era figlio di Giuseppe e di Maria. Tra gli ariani furono antimariani Eudossio di Costantinopoli e Eunomio di Cizico. A questi fecero seguito, nel IV secolo, Gioviniano di Roma, Elvidio di Milano e Bonoso di Sardica, che ebbero anche un notevole numero di proseliti. Nel suo scritto Panarion adversus omnes haereres Epifanio di Salamina afferma che questa eresia ebbe notevole popolarità nell'Arabia della fine del IV secolo.
Ulteriore eresia era quella dei colliridiani che veneravano Maria con offerte sacrificali e altri atti riservati all'adorazione di Dio. Antidicomarianiti e Colliridiani furono fortemente avversati da Sant'Epifanio di Salamina.